# Charles Gimenez
Pour les articles homonymes, voir Giménez.

a Compétitions nationales et continentales officielles uniquement.

b Matchs officiels uniquement.
Dernière mise à jour le 8 mai 2019.
Charles Gimenez, né le 11 février 1988 à Pamiers, est un joueur français de rugby à XV qui évolue au poste de centre ou ailier. Formé au Stade toulousain, il passe la plupart de sa carrière au Biarritz olympique, de 2009 à 2019.
Avec le Biarritz olympique, il remporte le Challenge européen en 2012.

## Carrière

### En club
Durant la saison 2011-2012, le Biarritz olympique atteint la finale du Challenge européen. Pour cette rencontre face au RC Toulon, Charles Gimenez entre en jeu et le BO l'emporte 21-18,.

### En équipe nationale
- Équipe de France moins de 17 ans
- Équipe de France moins de 18 ans
- Équipe de France moins de 19 ans:
  - Coupe du monde 2007: 3 matchs dont 2 titularisations, 1 essai pour 152 minutes.
- Équipe de France moins de 20 ans

## Palmarès
- Biarritz olympique
  - Vainqueur du Challenge européen en 2012